# Dolgčas
Dolgčas je čustveno stanje nezadovoljstva, neugodja in občutka pomanjkanja primerne aktivnosti.
V primerjavi z drugimi čustvenimi stanji je bil dolgčas dolgo časa razmeroma slabo preučevan. Povezan je z mnogimi duševnimi in fizičnimi zdravstvenimi težavami, kot so prehranske motnje, zloraba drog, tesnoba in depresija. V moderni psihologiji se dolgčas razume kot evolucionarno prilagoditev, signal, ki nam sporoča, da je aktivnost, s katero se ukvarjamo, bodisi neprimerna našim sposobnostim (pretežka ali prelahka), bodisi premalo pomenljiva in se slabo prilega našim vrednotam ali smislu.

## Etimologija
Beseda je kalk iz nemščine: Sklopljeno iz dọ̑lg in čȁs po zgledu nem. Langweile ‛dolgčas’, sich langweiligen ‛dolgočasiti se’, kar je zloženo iz nem. lang ‛dolg’ in Weile ‛čas’.

## Psihologija
Pozornost in pomen sta neodvisna napovedovalca dolgčasa, kar so demonstrirali v eksperimentih kjer so lahko manipulirali enega in drugega. Vodita v različna občutka dolgčasa.
Dolgčas, ki ga sproži pomanjkanje pomena karakterizira občutek žalosti in samote, visoka vzburjenost, izkrivljeno dojemanje časa in želja po prenehanju.
Dolgčas, ki ga povzroči primanjkljaj pozornosti karakterizira težava s koncentracijo in potepanje uma. Težave s pozornostjo zaradi prevelikega napora lahko vodijo v dolgčas, ki ga spremlja vznemirjenje in frustracija.